# Oscar Hammerstein I
Oscar Hammerstein I (8 de mayo de 1846 - 1 de agosto de 1919) fue un compositor y empresario de teatro, nacido en Alemania (Reino de Prusia) y establecido en los Estados Unidos hasta su muerte en 1919. Su pasión por la ópera lo impulsó a abrir varios teatros de ópera y reivindicó la popularidad de la ópera en Estados Unidos. Es abuelo del reconocido libretista y letrista de musicales Oscar Hammerstein II y padre del gestor teatral William Hammerstein y del dramaturgo, autor de canciones y gerente teatral Arthur Hammerstein.